# آوار آفتاب
آوار آفتاب نام سومین کتاب از هشت کتاب (مجموعه اشعار) سهراب سپهری است، که چاپ اول آن در سال ۱۳۴۰ منتشر شد. آنطور که در پانویس اولین شعر این کتاب (بی تار و پود) آمده‌است: «شعرهای این کتاب در سال ۱۳۳۷ برای چاپ آماده‌بود.»

## فهرست اشعار
کتاب آوار آفتاب شامل اشعار زیر است (به ترتیبی که در کتاب آمده‌است):
1. بی تار و پود
2. طنین
3. شاسوسا
4. گل آئینه
5. همراه
6. آن برتر
7. روزنه‌ای به رنگ
8. ای نزدیک
9. غبار لبخند
10. فراتر
11. شکست ترانه
12. دیاری دیگر
13. کو قطره وهم
14. سایبان آرامش ما، ماییم
15. پرچین راز
16. آوای گیاه
17. میوه تاریک
18. شب هم آهنگی
19. دروگران پگاه
20. راه واره
21. گردش سایه‌ها
22. برتر از پرواز
23. نیایش
24. نزدیک آی
25. ...[۱]
26. موج نوازشی، ای گرداب
27. بیراهه‌ای در آفتاب
28. خوابی در هیاهو
29. تارا
30. در سفر آن سوها
31. ای همه سیماها
32. محراب